# Emil Škoda
Emil Škoda (Plzeň, 19. studenog 1839. – 8. kolovoza 1900.), češki inženjer i industrijalac, osnivač tvrtke "Škoda".

## Životopis
Emil Škoda rođen je u Plzeňu 19. studenoga 1839. od liječnika i političara Františeka Škode i majke Anne Říhove. Studirao je u Njemačkoj, a kasnije je postao glavni inženjer male tvornice strojeva u Plzeňu. Tri godine poslije, 1869., kupio je tvornicu koja je ponijela njegovo ime "Škoda" te je počeo s njenim proširenjem tvornice. Kasnije 1886. godine sagradio je željezničku prugu do njenih pogona. Tvornica je počela s proizvodnjom teškog naoružanja za austro-ugarsku vojsku. Njegovo se poslovanje kasnije naglo razvila pa je tvornicu 1899. godine preoblikovao u dioničko društvo.

## Vanjske poveznice
- http://www.lidovky.cz/podnikatel-skoda-cech-nebo-nemec-dnh-/ln_noviny.asp?c=A071106_000022_ln_noviny_sko&klic=222299&mes=071106_0%5Bneaktivna+poveznica%5D
- Stranica Kapital (češ.)  Arhivirana inačica izvorne stranice od 27. rujna 2007. (Wayback Machine)
- ŠKODA AUTO – Emil Škoda (češ.)
- Quido.cz – Osobnosti – Emil Škoda (češ.)